# لماسينة رانجية
اللماسينة الرانجية أو اللماسينة القطبية الجنوبية أو اللماسينة القلنسوية (الاسم العلمي: Limacina rangii) هي نوع من الحيوانات يتبع جنس اللماسينة من الفصيلة اللماسينية.

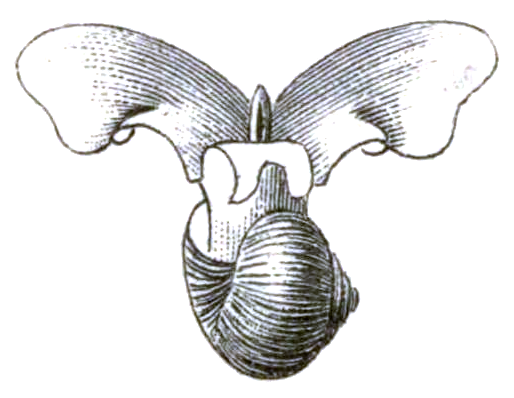
رسم للماسينة الرانجية
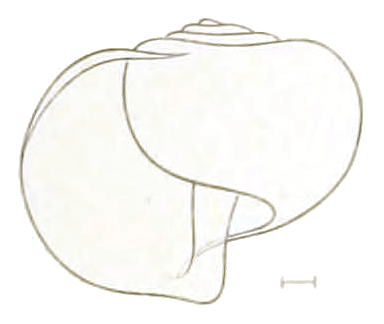
عرض الفتحة.
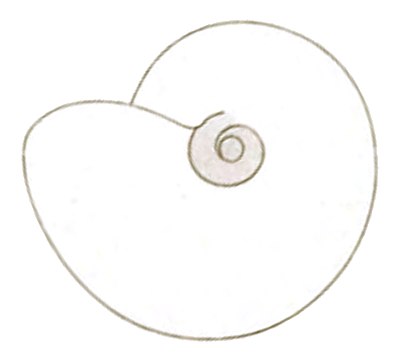
عرض السُّرِّيّ.